# Guillaume Pauthier
Jean-Pierre Guillaume Pauthier, né à Mamirolle  le 4 octobre 1801 et mort à Paris le 11 mars 1873 est un orientaliste et poète français.

## Biographie

### Carrière
Savant réputé, il a publié de nombreuses études et écrits sur l’Orient (la Chine, l'Inde...), sur les îles Ioniennes, et effectué de très nombreuses traductions dont Marco Polo et Confucius. Il a également traduit Essai sur la philosophie des Hindous de Henry Thomas Colebrooke.

### Famille
Son frère avait épousé la sœur du Général Donzelot, lui aussi originaire de Mamirolle.

## Ouvrages
Poésie
- Mélodies et chants d'amour (1825) ;
- Helléniennes (1825) ;

Essais
- Chine ou Description Historique, Géographique et Littéraire de ce vaste empire, d'après des documents chinois. Première partie, comprenant un résumé de l'histoire et de la civilisation chinoises depuis les temps les plus anciens jusqu'à nos jours ;

Traductions
- Le Tà Hio, ou la Grande Étude, le premier des quatre Livres de Philosophie morale et politique de la Chine; Ouvrage de Khoung-Fou-Tseu (Confucius) et de son disciple Thsêng-Tseu; traduit en français avec une version latine et le texte chinois en regard; accompagné du commentaire complet de Tchôu-Hî, et de notes tirées de divers autres commentateurs chinois
- Confucius et Mencius: les quatre livres de philosophie morale et politique de la Chine ;
- Les livres sacrés de l'Orient, comprenant : le 'Chou-king, ou Le livre par excellence', 'Les Sse-Chou, ou Les quatre livres moraux de Confucius et de ses disciples ; 'Les Lois de Manou, premier législateur de l'Inde', le 'Koran' de Mahomet, traduits ou revus et publiés par G. Pauthier, Paris, Firmin Didot, 1840, 764 p.  ;
- Essai sur la philosophie des hindous. Henry Thomas Colebrooke, Guillaume Pauthier. Éd. Firmin Didot, Paris, 1834
- Histoire des relations politiques de la Chine avec les puissances occidentales. Suivie du cérémonial observé à la cour de Pé-King pour la réception des ambassadeurs, traduit pour la première fois dans une langue européenne, Firmin Didot, 1859

Dictionnaire
- Dictionnaire étymologique chinois-annamite-latin-français, Paris, Impr. de l'Institut de France, octobre 1867, 111 p. (BNF 35708647, lire en ligne)